# Kalanchoe subrosulata
Kalanchoe subrosulata ist eine Pflanzenart der Gattung Kalanchoe in der Familie der Dickblattgewächse (Crassulaceae).

## Beschreibung

### Vegetative Merkmale
Kalanchoe subrosulata ist eine ausdauernde, vollständig kahle, gelblich grüne Pflanze, die Wuchshöhen von bis zu 65 Zentimeter erreicht. Ihre schlanken, aufrechten, stielrunden Triebe weisen an ihrer Basis einen Durchmesser von bis zu 4 Millimeter auf. Die mehr oder weniger dicht rosettig gedrängten Laubblätter sind sitzend oder kurz gestielt. Der auf der Oberseite gefurchte Blattstiel ist bis zu 7 Millimeter lang. Die häutige, schmale bis sehr breit elliptische oder verkehrt lanzettliche bis breit verkehrt eiförmige Blattspreite ist bis zu 10,5 Zentimeter lang und 4 Zentimeter breit. Ihre Spitze ist stumpf bis leicht zugespitzt, die Basis keilförmig. Der Blattrand ist mehr oder weniger ganzrandig.

### Generative Merkmale
Der lockere Blütenstand besteht aus wenigblütigen, ebenstäußigen Zymen von 3 bis 12 Zentimeter Länge. Die aufrechten Blüten stehen an 2 bis 5 Millimeter langen Blütenstielen. Ihre Kelchröhre ist 0,5 bis 0,8 Millimeter lang. Die etwas schmal dreieckigen Kelchzipfel sind 1,5 bis 3 Millimeter lang und 1 bis 1,2 Millimeter breit. Die gelbe, zylindrische Kronröhre ist an ihrer Basis erweitert und 8 bis 10 Millimeter lang. Ihre elliptischen bis verkehrt eiförmigen, stumpfen bis leicht zugespitzten, ausgebreiteten Kronzipfel weisen eine Länge von etwa 4 Millimeter auf und sind 2,8 Millimeter breit. Die Staubblätter sind oberhalb der Mitte der Kronröhre angeheftet und ragen nicht aus der Blüte heraus. Die länglichen Staubbeutel sind 0,5 bis 0,7 Millimeter lang. Die linealischen Nektarschüppchen weisen eine Länge von 1,5 bis 2,3 Millimeter auf. Das lanzettliche Fruchtblatt weist eine Länge von 4 bis 5 Millimeter auf. Der Griffel ist etwa 1,2 Millimeter lang. 
Die verlängerten Samen erreichen eine Länge von etwa 0,8 Millimeter.

## Systematik und Verbreitung
Kalanchoe subrosulata ist im Südwesten von Somalia und im Nordosten von Kenia im Buschland auf flachgründigen, roten Böden, gewöhnlich auf Kalk in Höhen von 350 bis 1020 Metern verbreitet.
Die Erstbeschreibung durch Mats Thulin wurde 1993 veröffentlicht.

## Nachweise